# Every Heart -민나노키모치-
〈Every Heart-민나노 기모치-〉(일본어: Every Heart-ミンナノキモチ- ‘Every Heart-모두의 마음-’[*])는 대한민국의 가수 보아가 일본에서 발매한 5번째 싱글이다. 보아의 일본 싱글들 중 발라드 곡이 타이틀 곡인 싱글은 이 싱글이 처음이다.
싱글의 타이틀 곡 〈Every Heart-ミンナノキモチ-〉는 BOUNCEBACK이 작곡했다. BOUNCEBACK은 이 곡 이전에 〈Amazing Kiss〉와 〈키모치와 츠타와루(気持ちはつたわる)〉를 제공한 적이 있다. 이 곡은 일본의 TV 애니메이션 《이누야샤》의 4번째 엔딩 곡으로 선정되어 방송되었다. 뮤직 비디오는 저녁 무렵 대관람차에 탄 보아가 풍경을 바라보며 노래를 부르는 장면이 주를 이루고 있다. 커플링 곡으로는 따로 신곡이 수록되지는 않고, 〈Every Heart-ミンナノキモチ-〉의 영어 버전과 전작 〈LISTEN TO MY HEART〉의 리믹스 버전이 수록되었다. 후에 〈Every Heart〉라는 제목으로 한국어로 번안되어 앨범 《Miracle》에 실리기도 했고, 일본어판과 마찬가지로 《이누야샤》의 2번째 한국어판 엔딩곡으로 방송되기도 하였다.
〈Every Heart-ミンナノキモチ-〉는 동시 발매된 첫 정규 앨범 《LISTEN TO MY HEART》에 3번째 곡으로 수록되었고, 첫 베스트 앨범 《BEST OF SOUL》에도 수록되었다.

## 트랙리스트
CD
1. Every Heart-ミンナノキモチ-
2. Every Heart-ミンナノキモチ- (English Version)
3. LISTEN TO MY HEART (Ken Harada's TB-Bassin' Remix)
4. Every Heart-ミンナノキモチ- (Instrumental)